# Смрєне
Смрєне (словен. Smrjene) — поселення в общині Шкофліца, Осреднєсловенський регіон, Словенія. 
Висота над рівнем моря: 463,8 м.